# Natuurdecreet
Het Natuurdecreet, officieel "decreet betreffend het natuurbehoud en het natuurlijk milieu", is een wet die werd uitgevaardigd op 21 oktober 1997 door de Vlaamse Regering en tot doel heeft binnen het algemeen milieubeleid een beleid van natuurbehoud en van vrijwaring van het natuurlijk milieu te kunnen voeren en handhaven, daarbij strevend naar een breed maatschappelijk draagvlak, waarin educatie en voorlichting van de bevolking inzake natuurbehoud wordt gestimuleerd. Het natuurbeleid is tevens gericht op het nemen van alle maatregelen die nodig zijn voor de uitvoering van internationale overeenkomsten, verdragen of akten betreffende het natuurbehoud, met inbegrip van Europese richtlijnen, vastgesteld op grond van internationale verdragen.
Om het onderscheid te maken met de federale Belgische wetten, worden de wetten die enkel in het Vlaams Gewest gelden, Vlaamse decreten genoemd. Het natuurdecreet is een kaderwet waaraan Uitvoeringsbesluiten van de Vlaamse Regering verbonden zijn.
Het natuurdecreet vervangt in het Vlaams Gewest grotendeels de natuurbehoudswet.

## Officiële structuren
De Vlaamse regering stelt een Vlaamse Hoge Raad voor Natuurbehoud in, samengesteld uit deskundigen inzake natuur. Deze Raad adviseert over alle natuurbehoudsaangelegenheden.
Het Instituut voor Natuur- en Bosonderzoek, of kortweg het INBO, heeft als opdracht ten behoeve van de Vlaamse regering : (a) alle passende, wetenschappelijke studies en onderzoeken te verrichten; (b) voornoemde Raad bij te staan in zijn opdracht; (c) ondersteuning te verlenen bij het opstellen van het natuurbeleidsplan; (d) een jaarlijks natuurrapport op te stellen.

## Natuurbeleid
Overeenkomstig de doelstellingen van het decreet, waaronder de uitvoering van de Vogel- en Habitatrichtlijn kan de Vlaamse regering diverse maatregelen nemen zoals het wijzigen van de bijlagen I, II, III en IV bij dit decreet, op welbepaalde gronden.
Evenwel wordt in de maatregelen genomen in uitvoering van de Habitat- en Vogelrichtlijn rekening gehouden met de vereisten op economisch, sociaal en cultureel gebied en met de regionale en lokale bijzonderheden.
De Vlaamse regering neemt alle nodige maatregelen ter aanvulling van de bestaande regelgeving om over het gehele grondgebied van het Vlaamse Gewest de milieukwaliteit te vrijwaren die vereist is voor het behoud van de natuur en om het standstill-beginsel toe te passen zowel wat betreft de kwaliteit als de kwantiteit van de natuur.
Deze maatregelen kunnen geen beperkingen opleggen die absoluut werken of handelingen verbieden of onmogelijk maken die overeenstemmen met de plannen van aanleg of de ruimtelijke uitvoeringsplannen van kracht in de ruimtelijke ordening, noch de realisatie van die plannen en hun bestemmingsvoorschriften verhinderen, tenzij in bepaalde gevallen, zoals wanneer er een goedgekeurd natuurrichtplan bestaat, of wanneer het de bescherming betreft van de soorten die vermeld zijn in de bijlagen II, III en IV van het decreet.
De bescherming wordt beoogd van onder meer habitats, holle wegen, houtkanten, poelen, waterrijke gebieden, heiden en historisch permanent grasland.
Bedoelde maatregelen kunnen de landbouwbedrijfsvoering en het teeltplan niet regelen in agrarische gebieden, landschappelijk waardevolle agrarische gebieden, valleigebieden, brongebieden, agrarische gebieden met ecologisch belang of ecologische waarde, agrarische gebieden met bijzondere waarde en de met een van deze gebieden vergelijkbare bestemmingsgebieden, aangewezen op de plannen van aanleg of de ruimtelijke uitvoeringsplannen van kracht in de ruimtelijke ordening, tenzij in bepaalde gevallen.

## Gebiedsgericht beleid

### Vlaams Ecologisch Netwerk
Het Vlaams Ecologisch Netwerk of VEN, is een samenhangend en georganiseerd geheel, van gebieden van de open ruimte waarin een specifiek beleid inzake het natuurbehoud, gebaseerd op de kenmerken en elementen van het natuurlijk milieu, de onderlinge samenhang tussen de gebieden van de open ruimte en de aanwezige en potentiële natuurwaarden wordt gevoerd. Er wordt een oppervlakte van 125 000 ha voorzien. Het Vlaams Ecologisch Netwerk omvat de volgende onderdelen:
- Grote Eenheden Natuur (GEN): dit zijn gebieden die hetzij natuurelementen over een oppervlakte van minstens de helft van het gebied bevatten hetzij gebieden waarin een specifiek natuurelement met hoge natuurkwaliteit aanwezig is;
- Grote Eenheden Natuur in Ontwikkeling (GENO): dit zijn gebieden die één of meer van de volgende kenmerken vertonen : (a) aanwezigheid van natuurelementen, verspreid over de oppervlakte van het gebied, waarvan de gezamenlijke oppervlakte echter kleiner kan zijn dan de helft van het gebied; (b)aanwezigheid van belangrijke fauna- of flora-elementen waarvan het voortbestaan moet worden ondersteund door de maatregelen inzake het grondgebruik; (c) terreinen al dan niet door kunstmatige ingrepen tot stand gekomen, met belangrijke mogelijkheden voor natuurontwikkeling.

De GEN en de GENO omvatten gebieden met een duidelijke samenhang en een voldoende aaneengesloten oppervlakte.
De administratieve overheid voert, binnen haar bevoegdheden, in het VEN, een beheer van de waterhuishouding gericht op de verwezenlijking van een duurzaam ecologisch functioneren van een watersysteem dat bij de bestaande of beoogde natuur behoort. In het bijzonder worden beoogd: het terugdringen van de risico's op verdroging, het herstel van verdroogde natuurgebieden en het beheer van de waterlopen gericht op het behoud en herstel van de natuurwaarden, zonder dat dit disproportionele gevolgen heeft voor de gebieden buiten het VEN.
De Vlaamse regering bepaalt de projecten, plannen of activiteiten die plaatsvinden binnen het VEN, en projecten, plannen of activiteiten die op gebieden binnen het VEN een rechtstreekse hydrologische invloed hebben, waarvoor de initiatiefnemer of de beheerder van de betrokken waterloop of waterwinning in samenwerking met het INBO hydrologische studies moet maken met inbegrip van ecologische impactstudies, met het oog op effectgerichte maatregelen en afstemming van de invloeden op de aanwezige en potentiële natuurelementen.
De Vlaamse regering kan de gebiedscategorieën van het VEN, overeenkomstig de bepalingen van dit decreet, aanduiden, waarbij de volgende bepalingen van toepassing zijn: (a) als GEN kunnen worden aangeduid: de groengebieden, parkgebieden, buffergebieden, bosgebieden, gebieden voor gemeenschapsvoorzieningen en openbare nutsvoorzieningen met als overdruk overstromingsgebied of wachtbekken, militaire domeinen en de met een van deze gebieden vergelijkbare bestemmingsgebieden, aangewezen op de plannen van aanleg of ruimtelijke uitvoeringsplannen van kracht in de ruimtelijke ordening, en de beschermde duingebieden aangeduid krachtens de Natuurbehoudswet, toegevoegd bij het Duinendecreet; (b) als GENO kunnen worden aangeduid de hiervoorgenoemde gebiedscategorieën, alsmede: (b1) de ontginningsgebieden en ermee vergelijkbare bestemmingsgebieden, aangewezen op de plannen van aanleg of de ruimtelijke uitvoeringsplannen van kracht in de ruimtelijke ordening voor zover zij een van de in (a) genoemde bestemmingen als nabestemming hebben; (b2) de valleigebieden, de brongebieden, de agrarische gebieden met ecologisch belang of ecologische waarde, de agrarische gebieden met bijzondere waarde, de bosuitbreidingsgebieden en de natuurontwikkelingsgebieden.
De administratieve overheid neemt de nodige maatregelen om in GEN, bij voorrang ten opzichte van de andere functies in het gebied, en in GENO, rekening houdend met de overige functies in het gebied, de natuur en het natuurlijk milieu te behouden, te herstellen en te ontwikkelen. Deze maatregelen betrekking op:
- het bevorderen van een natuurgerichte bosbouw en het instellen van bosreservaten, in overeenstemming met de bepalingen van het Bosdecreet;
- het behouden, herstellen en/of op natuurelementen met een hoge natuurkwaliteit afstemmen van de waterhuishouding, onder meer de waterkwaliteit, de waterkwantiteit en de natuurlijke structuur van de waterlopen en hun randzones, zonder dat dit disproportionele gevolgen heeft op de omliggende gebieden;
- het beschermen van de insijpelingsgebieden van het grondwater;
- het behouden en herstellen van het microreliëf en de structuur van het landschap;
- het recreatieve medegebruik;
- het agrarisch medegebruik;
- het beheer van de natuurwaarden gedurende of na afloop van de economische of andere activiteiten die in het gebied plaatsvinden, rekening houdend met cultuurhistorische en landschappelijke waarden van het gebied.

### Integraal Verwevings- en Ondersteunend Netwerk
Het IVON is een geheel van gebieden waarin de administratieve overheid zorg draagt voor het behoud van de aanwezige natuurwaarden, maatregelen neemt ter bevordering en versterking van die natuurwaarden, alsook stimulerende maatregelen neemt ter bevordering van de biologische diversiteit. Deze maatregelen mogen de landbouw- en bosbouwexploitatie binnen het daartoe bestemd gebied niet regelen, tenzij via het instrument van de beheersovereenkomsten.
Het IVON omvat de volgende onderdelen :
- natuurverwevingsgebieden : dit zijn aaneengesloten gebieden waarin verschillende functies voorkomen en die gekenmerkt zijn door de aanwezigheid van hoge natuurwaarden, waarvan de duurzaamheid kan worden bereikt door het realiseren van het standstill-beginsel, het in stand houden en herstellen van de structuurkenmerken van de waterlopen, het in stand houden en herstellen van de waterhuishouding, het reliëf en de bodem en het bevorderen van het onderhoud en de ontwikkeling van de natuurwaarden. Als natuurverwevingsgebied kunnen worden aangeduid alle eveneens voor VEN geschikt geachte gebieden alsook de landschappelijk waardevolle agrarische gebieden en recreatiegebieden. De Vlaamse regering bakent binnen 5 jaar na de inwerkingtreding van het decreet een effectief te realiseren oppervlakte van 150 000 ha natuurverwevingsgebieden af;
- natuurverbindingsgebieden : dit zijn gebieden die ongeacht hun oppervlakte van belang zijn voor de migratie van planten en dieren tussen de gebieden van het VEN en/of natuurreservaten en die strook- of lijnvormig zijn met een aaneenschakeling van kleine landschapselementen.

Elk natuurverwevingsgebied dat de Vlaamse regering in overdruk afbakent overeenkomstig de wetgeving betreffende de ruimtelijke ordening in het Gewestelijk Ruimtelijk Uitvoeringsplan, wordt van rechtswege beschouwd als natuurverwevingsgebied in de zin van het decreet.
Elk natuurverbindingsgebied of met dit gebied vergelijkbaar gebied dat de provincieraad afbakent overeenkomstig de wetgeving betreffende de ruimtelijke ordening in een provinciaal ruimtelijk uitvoeringsplan, wordt van rechtswege beschouwd als natuurverbindingsgebied in de zin van dit decreet.
Onder bepaalde voorwaarden kan een vastgesteld afbakeningsplan worden opgeheven.

### Natuurreservaten
De Vlaamse regering kan terreinen die van belang zijn voor het behoud en ontwikkeling van de natuur of voor het behoud en de ontwikkeling van het natuurlijk milieu, aanwijzen of erkennen als natuurreservaat. In deze natuurreservaten wordt, via een aangepast beheer, een natuurstreefbeeld behouden of ontwikkeld.
Een Vlaams natuurreservaat is een beschermd gebied dat, na advies van de Raad, door de Vlaamse regering wordt aangewezen op gronden die het Vlaamse Gewest in eigendom of in huur heeft of die het daartoe ter beschikking worden gesteld.
Een erkend natuurreservaat is een beschermd gebied, dat na advies van de Raad door de Vlaamse regering wordt erkend op verzoek van de eigenaar en/of diegene die het gebruiksrecht heeft, mits beider toestemming, of van de beheerder, mits de eigenaar ermee instemt.
Voor elk natuurreservaat, kan binnen de groengebieden, bosgebieden en de bosuitbreidingsgebieden of het VEN, een uitbreidingszone vastgesteld worden waarbinnen het recht van voorkoop van toepassing is.
Voor elk natuurreservaat ingesteld krachtens dit decreet wordt een beheersplan opgesteld. Het beheersplan vermeldt de maatregelen en bepalingen inzake het beheer en de inrichting van het gebied.
Binnen de natuurreservaten hebben de voetgangers toegang tot een deel van de wegen. Zij hebben echter geen toegang tot de paden waarop slechts één voetganger tegelijkertijd kan passeren, tenzij die paden in het goedgekeurde beheersplan als toegankelijk zijn aangeduid. Wat de voetgangers betreft, kan dit beheersplan tevens bepalen dat één of meerdere zones van het natuurreservaat ook buiten de wegen toegankelijk zijn.
Andere categorieën van weggebruikers dan de voetgangers kunnen tot de wegen en de paden die krachtens het eerste lid voor de voetgangers toegankelijk zijn, worden toegelaten voor zover het goedgekeurde beheersplan dit uitdrukkelijk toelaat of voor zover zeker wettelijk geregeld medegebruik.
Het goedgekeurde beheersplan van een natuurreservaat kan bepalen dat het reservaat geheel of gedeeltelijk en bestendig, tijdelijk of periodiek ontoegankelijk is, de wegen en paden inbegrepen. Deze ontoegankelijkheid dient op een duidelijk zichtbare wijze te worden aangeduid langs de belangrijkste toegangswegen tot het reservaat of reservaatgedeelte dat ontoegankelijk wordt gesteld. De Vlaamse regering legt de vorm en de wijze vast waarop die aanduiding moet gebeuren.
Binnen de natuurreservaten is het verboden, behoudens ontheffing in het goedgekeurd beheersplan :
- individuele of groepssporten te beoefenen;
- gemotoriseerde voertuigen te gebruiken of achter te laten tenzij die nodig zijn voor het beheer en de bewaking van het reservaat of voor de hulp aan personen in nood;
- keten, loodsen, tenten of andere constructies te plaatsen, zelfs tijdelijk;
- de rust te verstoren of reclame te maken op welke wijze ook;
- in het wild levende diersoorten opzettelijk te verstoren, vooral tijdens de perioden van voortplanting, afhankelijkheid van de jongen of overwintering en trek; ze opzettelijk te vangen of te doden; hun eieren opzettelijk te rapen of te vernielen of hun nesten, voortplantingsplaatsen of rust- en schuilplaatsen te vernielen of te beschadigen;
- planten opzettelijk te plukken, te verzamelen, af te snijden, te ontwortelen of te vernielen of planten of vegetatie op welke wijze ook te beschadigen of te vernietigen;
- opgravingen, boringen, grondwerkzaamheden of exploitatie van materialen te verrichten, welk werk ook uit te voeren dat de aard van de grond, het uitzicht van het terrein, de bronnen en het hydrografisch net zou kunnen wijzigen, boven- of ondergrondse leidingen te leggen en reclameborden en aanplakbrieven te plaatsen;
- vuur te maken en afval te storten;
- bestrijdingsmiddelen te gebruiken;
- meststoffen te gebruiken, met uitzondering van de natuurlijke uitscheiding als gevolg van extensieve begrazing;
- het waterpeil te wijzigen en op kunstmatige wijze water te lozen;
- het terrein op geringe hoogte te overvliegen of er te landen met vliegtuigen, helikopters, luchtballons en andere luchtvaartuigen van om het even welke aard.

Deze maatregelen kunnen evenwel geen erfdienstbaarheden opleggen op de omliggende gebieden.

### Speciale beschermingszones
De Vlaamse regering stelt, op voorstel van het INBO, in toepassing van de Habitatrichtlijn, de gebieden in een eerste stadium voorlopig vast die in aanmerking komen als speciale beschermingszone op grond van de criteria van bijlage V van het decreet en van de relevante wetenschappelijke gegevens.
Voor de speciale beschermingszones in toepassing van de Vogelrichtlijn worden de gebieden aangewezen die naar aantal en oppervlakte het meest geschikt zijn voor de instandhouding van : (a) de soorten van bijlage IV van het decreet; (b)
de niet in bijlage IV van dit decreet genoemde en op het grondgebied van het Vlaamse Gewest geregeld voorkomende trekvogels, waarbij rekening wordt gehouden met hun behoefte aan bescherming ten aanzien van hun broed-, rui-, foerageer- en overwinteringsgebieden en de rustplaatsen in hun trekzones.
Deze 61 Natura 2000-gebieden (Habitatrichtlijngebieden en Vogelrichtlijngebieden) maken het Vlaamse deel uit van het Europese Natura 2000-netwerk
De voorlopige vaststelling ondergaat vervolgens een openbaar onderzoek, en kan geadviseerd worden door de administratie bevoegd voor de ruimtelijke ordening.
Het Agentschap voor Natuur en Bos bundelt en coördineert alle adviezen, opmerkingen en bezwaren en brengt binnen 90 dagen na het einde van het openbaar onderzoek advies uit bij de Vlaamse regering. Dit advies omvat tevens het advies van het INBO. Samen met zijn advies bezorgt het Agentschap voor Natuur en Bos de Vlaamse regering de gebundelde adviezen, opmerkingen en bezwaren. De Vlaamse regering stelt binnen 150 dagen na het einde van het openbaar onderzoek de gebieden die in aanmerking komen als speciale beschermingszone definitief vast. Er volgt nog een procedure bij de Europese Commissie die het voorgesteld gebied al dan niet van communautair belang verklaart. In dit laatste geval heft de Vlaamse regering haar eerder genomen Besluit op.
De bepalingen van het decreet voor de vaststelling van de gebieden die in aanmerking komen als speciale beschermingszone en voor de aanwijzing van de speciale beschermingszone, zijn eveneens van toepassing op de herziening ervan.
De administratieve overheid neemt, binnen haar bevoegdheden, in de speciale beschermingszones, ongeacht de bestemming van het betrokken gebied, de nodige instandhoudingsmaatregelen die steeds dienen te beantwoorden aan de ecologische vereisten van de typen habitats vermeld in bijlage I van het decreet en de soorten vermeld in de bijlagen II, III en IV van dit decreet evenals de niet in bijlage IV van het decreet genoemde en op het grondgebied van het Vlaamse Gewest geregeld voorkomende soorten trekvogels.

## Bescherming soorten en levensgemeenschappen
De Vlaamse regering neemt, na advies van de Raad, alle maatregelen die ze nuttig acht:
- inzake de instandhouding van populaties van soorten of ondersoorten van organismen vermeld in de bijlagen III en IV van dit decreet en van hun habitats;
- om populaties van de overige soorten of ondersoorten van organismen in stand te houden, te herstellen of te ontwikkelen. Deze maatregelen kunnen overal of voor bepaalde gebieden of habitats worden genomen, ze kunnen soortenbescherming omvatten en kunnen betrekking hebben op onder meer: (a) alle ontwikkelingsvormen van organismen; (b) een verbod op het opzettelijk verstoren van soorten en hun habitats, tijdens de periode van voortplanting, afhankelijkheid van de jongen, trek en overwintering; (c)beschermingsmaatregelen voor geregeld voorkomende trekvogels in hun broed-, rui-, foerageer- en overwinteringsgebieden en rustplaatsen in hun trekzones;
- een verbod op het opzettelijk vernielen of rapen van eieren van in het wild levende soorten;
- een verbod op het beschadigen of vernielen van de woongebieden;
- een verbod op het opzettelijk plukken en verzamelen, afsnijden, ontwortelen of vernielen van plantensoorten;
- een verbod op het exploiteren van bepaalde populaties;
- een verbod op het gebruik van alle niet-selectieve middelen die de plaatselijke verdwijning of ernstige verstoring van de rust van de populaties vermeld in de bijlage III van dit decreet tot gevolg kunnen hebben;
- het instellen van een stelsel van onttrekkingsvergunningen of quota;
- het revalideren van gekwetste in het wild levende diersoorten.

Deze maatregelen kunnen blijvend, voor een bepaalde periode of tijdelijk van toepassing zijn en kunnen worden ondersteund door vergoedingen waartoe ze, binnen de perken van de begrotingsmiddelen, een financiële regeling kunnen vaststellen.
Voor organismen die onder toepassing vallen van het jachtdecreet of van de wet op de riviervisserij kunnen de maatregelen slechts worden genomen na advies van de betrokken Vlaamse Hoge Raden.
De Vlaamse regering kan, onverminderd de bepalingen van het voormelde Jachtdecreet, maatregelen nemen om de volgende activiteiten tijdelijk of permanent, plaatselijk of over het hele grondgebied te regelen of te verbieden: het in het bezit houden voor persoonlijke of commerciële doeleinden, vangen, doden, onttrekken, het gebruik van bepaalde middelen voor het vangen en doden, verzamelen, wegnemen of vernielen, het in de handel brengen, het ruilen, het te koop of in ruil aanbieden, het te koop vragen, het vervoeren en het in- of uitvoeren van elk organisme, levend of dood, of van gemakkelijk herkenbare delen of elk daaruit verkregen product.
De Vlaamse regering kan maatregelen nemen om het uitzetten van diersoorten of van plantensoorten of organismen te regelen of te verbieden voor zover deze uitzetting een bedreiging vormt voor de natuur of het natuurlijk milieu en om het vervoeren van diersoorten of hun krengen of plantensoorten te regelen of te verbieden.
De belangrijke schade aan gewassen, vee, bossen of visserij, veroorzaakt door hiervoor bedoelde beschermde diersoorten, wordt in de mate dat deze schade niet redelijkerwijze kon worden voorkomen, vastgesteld door het Agentschap voor Natuur en Bos, en vergoed door het Mina-fonds volgens de voorwaarden die de Vlaamse regering bepaalt.

## Educatie, doelgroepen, lokale besturen
De Vlaamse regering kan maatregelen nemen om de kennis van de natuur bij de bevolking in het algemeen of bij bepaalde bevolkingsgroepen te bevorderen.
De Vlaamse regering neemt en bevordert in het bijzonder initiatieven voor educatie en algemene voorlichting aangaande de noodzaak wilde dieren en plantensoorten te beschermen en hun habitats en de natuurlijke habitats overeenkomstig de Habitatrichtlijn en de Vogelrichtlijn in stand te houden.
De Vlaamse regering kan natuureducatieve centra oprichten of erkennen.
Deze centra hebben tot doel de vorming van de bevolking inzake natuurbehoud in de ruime zin en de relatie van de mens tot de natuur te bevorderen.
Een Regionaal Landschap is een duurzaam samenwerkingsverband ingesteld op voorstel van een provincie of drie of meer aaneengesloten gemeenten gericht op overleg en samenwerking met de betrokken doelgroepen ter bevordering van het streekeigen karakter, van natuurrecreatie en natuureducatie, van recreatief medegebruik, van het natuurbehoud en van het beheer, herstel, aanleg en de ontwikkeling van kleine landschapselementen. Het Regionale Landschap is gericht op de bevordering van een draagvlak en heeft geenszins een reglementair karakter.
De Vlaamse regering kan ondersteunende maatregelen nemen ter bevordering van de natuur in de bebouwde omgeving door de gemeenten. De Vlaamse regering kan ondersteunende maatregelen nemen ter bevordering van de ontwikkeling van maatregelen voor de natuurverbindingsgebieden en de lijn- en puntvormige elementen door de provincies en de gemeenten; hiertoe kan met hen een convenant afgesloten worden.

## Handhaving
Voor dit decreet en haar uitvoeringsbesluiten gebeurt het uitoefenen van toezicht, het opleggen van bestuurlijke maatregelen, het onderzoeken van milieu-inbreuken, het opleggen van bestuurlijke geldboeten, het innen en invorderen van verschuldigde bedragen, het opsporen van milieumisdrijven, het strafrechtelijk sanctioneren van milieumisdrijven en het opleggen van veiligheidsmaatregelen volgens de regels bepaald in het milieuhandhavingsdecreet.

## Bijlagen natuurdecreet

### Bijlage I: Beschermde habitattypes
(cfr bijlage I van de Habitatrichtlijn; (*) priortair habitat)
- 1130 Estuaria
- 1140 Bij eb droogvallende slikwadden en zandplaten
- 1310 Eenjarige pioniervegetaties van slik- en zandgebieden met Salicornia-soorten en andere zoutminnende planten
- 1320 Schorren met slijkgrasvegetatie (Spartinion maritimae)
- 1330 Atlantische schorren (Glauco-Puccinellietalia maritimae)
- 2110 Embryonale wandelende duinen
- 2120 Wandelende duinen op de strandwal met Ammophila arenaria (witte duinen)
- 2130 (*) Vastgelegde duinen met kruidvegetatie (grijze duinen)
- 2150 (*) Eu-atlantische vastgelegde ontkalkte duinen (Calluno-Ulicetea)
- 2160 Duinen met Hippophae rhamnoides
- 2170 Duinen met Salix repens ssp. Argentea (Salicion arenariae)
- 2180 Beboste duinen van het Atlantische, Continentale and Boreale kustgebied
- 2190 Vochtige duinvalleien
- 2310 Psammofiele heide met Calluna- en Genista-soorten
- 2330 Open grasland met Corynephorus- en Agrostis-soorten op landduinen
- 3110 Mineraalarme oligotrofe wateren van de Atlantische zandvlakten (Littorelletalia uniflora)
- 3130 Oligotrofe tot mesotrofe stilstaande wateren met vegetatie behorend tot het Littorelletea uniflora en/of Isoëto-Nanojuncetea
- 3140 Kalkhoudende oligo-mesotrofe wateren met benthische Chara spp. Vegetaties
- 3150 Van nature eutrofe meren met vegetatie van het type Magnopotamion of Hydrocharition
- 3260 Submontane en laagland rivieren met vegetaties behorend tot het Ranunculion fluitans en het Callitricho-Batrachion
- 4010 Noord-Atlantische vochtige heide met Erica tetralix
- 4030 Droge Europese heide
- 5130 Juniperus communis-formaties in heidevelden of op kalkgrasland
- 6210 Droge halfnatuurlijke graslanden en struikvormende facies op kalkhoudende (Festuco-Brometalia) (*gebieden waar zeldzame orchideeën groeien)
- 6230 (*) Soortenrijke heischrale graslanden op arme bodems
- 6410 Grasland met Molinia op kalkhoudende, venige of lemige kleibodem (Eu- Molinion)
- 6430 Voedselrijke zoomvormende ruigten van het laagland, en van de montane en alpiene zones
- 6510 Laaggelegen schraal hooiland (Alopecurus pratensis, Sanguisorba officinalis)
- 7110 (*) Actief hoogveen
- 7120 Aangetast hoogveen waar natuurlijke regeneratie nog mogelijk is
- 7140 Overgangs- en trilveen
- 7150 Slenken in veengronden met vegetatie behorend tot het Rhynchosporion
- 7210 (*) Kalkhoudende moerassen met Cladium mariscus en Carex davalliana
- 7220 (*) Kalktufbronnen met tufsteenformatie (Cratoneurion)
- 7230 Alkalisch laagveen
- 8310 Niet voor het publiek opengestelde grotten
- 9110 Beukenbossen van het type Luzulo-Fagetum
- 9120 Zuurminnende Atlantische beukenbossen met ondergroei van Ilex of soms Taxus (Quercion robori-petraeae of Ilici-Fagion)
- 9130 Beukenbossen van het type Asperulo-Fagetu
- 9160 Sub-Atlantische en Midden-Europese wintereikenbossen of eikenhaagbeukbossen behorend tot het Carpinion-betuli
- 9190 Oude zuurminnende eikenbossen met Quercus robur op zandvlakten
- 91D0 (*) Veenbossen
- 91E0 (*) Alluviale bossen met Alnion glutinosa en Fraxinus excelsior (Alno-Padion, Alnion incanae, Salicion albae)
- 91F0 Gemengde eiken-iepen-essenbossen langs de oevers van grote rivieren met Quercus robur, Ulmus laevis, Fraxinus excelsior of Fraxinus angustifolia (Ulmenion minoris)

### Bijlage II: Beschermde dier- en plantensoorten
(cfr Bijlage II van de Habitatrichtlijn)
Zoogdieren
- 1304 Rhinolophus ferrumequinum (Grote hoefijzerneus)
- 1308 Barbastella barbastellus (Dwarsoor of Mopsvleermuis)
- 1323 Myotis bechsteini (Langoor of Bechsteins vleermuis)
- 1318 Myotis dasycneme (Meervleermuis)
- 1321 Myotis emarginatus (Ingekorven vleermuis)
- 1324 Myotis myotis (Vale vleermuis)
- 1355 Lutra lutra (Otter)
- 1337 Castor fiber (Bever)

Amfibieën
- 1166 Triturus cristatus (Kamsalamander)

Vissen
- 1099 Lampetra fluviatilis (Rivierprik)
- 1096 Lampetra planeri (Beekprik)
- 1134 Rhodeus sericeus amarus (Bittervoorn)
- 1149 Cobitis taenia (Kleine modderkruiper)
- 1145 Misgurnis fossilis (Grote modderkruiper)
- 1163 Cottus gobio (Rivierdonderpad)
- 1103 Alose falax falax (Fint)

Insecten
- 1042 Leucorrhinia pectoralis (Gevlekte witsnuitlibel)
- 1083 Lucanus cervus (Vliegend hert)
- 1078 Callimorpha quadripunctaria (Spaanse vlag)

Mollusken
- 1016 Vertigo moulinsiana (Zeggenkorfslak)
- 1014 Vertigo angustior (Nauwe korfslak)
- 4056 Anisus vorticulus (Platte schijfhoren)

Planten
- 1393 Drepanocladus vernicosus (Geel schorpioenmos)
- 1614 Apium repens (Kruipend moerasscherm)
- 1831 Luronium natans (Drijvende waterweegbree)
- 1903 Liparis loeselii (Groenknolorchis)

### Bijlage III: Beschermde dier- en plantensoorten
(cfr Bijlage IV van de Habitatrichtlijn)
Diersoorten : Microchiroptera
- Rhinolophus ferrumequinum (Grote hoefijzerneus)
- Myotis mystacinus (Baardvleermuis)
- Myotis brandtii (Brandts vleermuis)
- Myotis daubentonii (Watervleermuis)
- Myotis nattereri (Franjestaart)
- Myotis emarginatus (Ingekorven vleermuis)
- Myotis dasycneme (Meervleermuis)
- Myotis bechsteinii (Bechsteins vleermuis)
- Myotis myotis (Vale vleermuis)
- Plecotus auritus (Gewone grootoorvleermuis)
- Plecotus austriacus (Grijze grootoorvleermuis)
- Pipistrellus pipistrellus (Dwergvleermuis)
- Pipistrellus nathusii (Ruige dwergvleermuis)
- Eptesicus serotinus (Laatvlieger)
- Vespertilio murinus (Tweekleurige vleermuis)
- Nyctalus noctula (Rosse vleermuis)
- Nyctalus leisleri (Bosvleermuis)
- Barbastella barbastellus (Mopsvleermuis)

Diersoorten : rodentia
- Muscardinus avellanarius (Hazelmuis)
- Cricetus cricetus (Hamster)
- Castor fiber (Bever)

Diersoorten : carnivora
- Lutra lutra (Otter)

Diersoorten : amfibieën
- Triturus cristatus (Kamsalamander)
- Alytes obstetricans (Vroedmeesterpad
- Rana arvalis (Heikikker)
- Pelobates fuscus (Knoflookpad)
- Bufo calamita (Rugstreeppad)
- Hyla arborea (Boomkikker)
- Coronellea autriaca (Gladde slang)
- Rana lessonae (Poelkikker)

Diersoorten : Geleedpotigen : Odonata
- Leucorrhinia pectoralis (Gevlekte witsnuitlibel)
- Gomphus flavipes (Rivierrombout)

Diersoorten : weekdieren
- Anisus vorticulus (Platte schijfhoren)

Plantensoorten
- Drepanocladus vernicosus (Geel schorpioenmos)
- Apium repens (Kruipend moerasscherm)
- Luronium natans (Drijvende waterweegbree)
- Liparis loeselii (Groenknolorchis)

### Bijlage IV: Beschermdevogelsoorten
(cfr bijlage I van de Vogelrichtlijn)
- Acrocephalus paludicola (Waterrietzanger)
- Alcedo atthis (IJsvogel)
- Anser erythropus (Dwerggans
- Anthus campestris (Duinpieper)
- Ardea purpurea (Purperreiger)
- Asio flammeus (Velduil)
- Aythya nyroca (Witoogeend)
- Botaurus stellaris (Roerdomp)
- Branta leucopsis (Brandgans)
- Aythya nyroca (Witoogeend)
- Botaurus stellaris (Roerdomp)
- Branta leucopsis (Brandgans)
- Branta ruficollis (Roodhalsgans)
- Burhinus oedicnemus (Griel)
- Caprimulgus europaeus (Nachtzwaluw)
- Charadrius morinellus (Morinelplevier)
- Chlidonias niger (Zwarte stern)
- Ciconia ciconia (Ooievaar)
- Ciconia nigra (Zwarte ooievaar)
- Circus aeruginosus (Bruine kiekendief)
- Circus cyaneus (Blauwe kiekendief)
- Circus pygargus (Grauwe kiekendief)
- Crex crex (Kwartelkoning)
- Cygnus columbianus (Kleine zwaan)
- Cygnus cygnus (Wilde zwaan)
- Dendrocopus medius (Middelste bonte specht)
- Dryocopus martius (Zwarte specht)
- Egretta alba (Grote zilverreiger)
- Egretta garzetta (Kleine zilverreiger)
- Emberiza hortulana (Ortolaan)
- Ficedula parva (Kleine vliegenvanger)
- Falco columbarius (Smelleken)
- Falco peregrinus (Slechtvalk)
- Gallinago media (Poelsnip)
- Gavia arctica (Parelduiker)
- Gavia immer (IJsduiker)
- Gavia stellata (Roodkeelduiker)
- Grus grus (Kraanvogel)
- Haliaeetus albicilla (Zeearend)
- Himantopus himantopus (Steltkluut)
- Ixobrychus minutus (Woudaapje)
- Lanius collurio (Grauwe klauwier)
- Larus melanocephalus (Zwartkopmeeuw)
- Limosa lapponica (Rosse grutto)
- Lullula arborea (Boomleeuwerik)
- Luscinia svecica (Blauwborst)
- Mergellus albellus (Nonnetje)
- Milvus migrans (Zwarte wouw)
- Milvus milvus (Rode wouw)
- Nycticorax nycticorax (Kwak)
- Pandion haliaetus (Visarend)
- Pernis apivorus (Wespendief)
- Phalaropus lobatus (Grauwe franjepoot)
- Philomachus pugnax (Kemphaan)
- Platalea leucorodia (Lepelaar)
- Pluvialis apricaria (Goudplevier)
- Podiceps auritus (Kuifduiker)
- Porzana paura (Kleine waterhoen)
- Porzana porzana (Porseleinhoen)
- Porzana pusilla (Kleinste waterhoen)
- Recurvirostra avocetta (Kluut)
- Sterna albifrons (Dwergstern)
- Sterna dougallii (Dougalls stern)
- Sterna hirundo (Visdief)
- Sterna paradisaea (Noordse stern)
- Sterna sandvicensis (Grote stern)
- Sylvia nisoria (Sperwergrasmus)
- Tetrao tetrix (Korhoen)
- Tringa glareola (Bosruiter)
- Charadrius alexandrinus (Strandplevier)

### Bijlage V: Criteria voor selectie beschermingszones
(cfr bijlage III bij de Habitatrichtlijn )
Criteria voor de beoordeling van het gebied voor een type natuurlijke habitat van bijlage I van het decreet
- mate van representativiteit van het type natuurlijke habitat in het gebied;
- door het type natuurlijke habitat bestreken oppervlakte van het gebied ten opzichte van de totale door dit type natuurlijke habitat op het nationale grondgebied bestreken oppervlakte;
- mate van instandhouding van de structuur en de functies van het betrokken type natuurlijke habitat en herstelmogelijkheid;
- algemene beoordeling van de betekenis van het gebied voor de instandhouding van het betrokken type natuurlijke habitat.

Criteria voor de beoordeling van het gebied voor een soort van bijlage II van het decreet
- omvang en dichtheid van de populatie van de soort in het gebied ten opzichte van de populaties op het nationale grondgebied;
- mate van instandhouding van de elementen van de habitat die van belang zijn voor de betrokken soort en herstelmogelijkheid;
- mate van isolatie van de populatie in het gebied ten opzichte van het natuurlijke verspreidingsgebied van de soort;
- algemene beoordeling van de betekenis van het gebied voor de instandhouding van de betrokken soort.